# Chariesthes ruficollis
Chariesthes ruficollis är en skalbaggsart som beskrevs av Stefan von Breuning 1942. Chariesthes ruficollis ingår i släktet Chariesthes och familjen långhorningar. Inga underarter finns listade i Catalogue of Life.